# Colombe Gabriel
Colombe Gabriel (Ivano-Frankivsk, 3 mai 1858 - Rome, 24 septembre 1926) est une religieuse ukrainienne fondatrice des Bénédictines de la charité et reconnue bienheureuse par l'Église catholique.

## Biographie
Elle naît à Stanislawow (maintenant Ivano-Frankivsk en Ukraine mais à l'époque dans le royaume de Galicie et de Lodomérie) le 3 mai 1858 dans une riche famille de la noblesse. Grâce à sa naissance, elle possède une solide éducation, d'abord acquise dans sa famille puis dans les écoles de sa ville natale,.
En 1869, elle commence ses études à Lviv dans une école rattachée à un couvent de l'ordre de Saint Benoît, elle obtient son diplôme d'enseignante et reste dans son ancienne école comme professeur. En 1882, elle entre chez les bénédictines et prend le nom religieux de Colombe. Son noviciat commence le 30 août 1874, elle fait ensuite sa profession solennelle le 6 août 1882 ; elle est nommée prieure en 1889, et  maîtresse des novices en 1894. Elle est ensuite nommée abbesse de son couvent en [897. Son directeur spirituel est le bienheureux dominicain Hyacinthe-Marie Cormier,,.
En 1900, elle est contrainte de déménager à Rome par suite d'accusations calomnieuses. Le 3 juin 1902 elle reçoit l'autorisation d'entrer dans la branche bénédictine de Subiaco. Elle arrive à Rome en 1900 puis à Subiaco en 1902 pour entrer dans la branche avant de revenir à Rome en 1903 pour son apostolat. Sur la suggestion du père Vincent Ceresi (1869-1958), elle fonde les sœurs bénédictines de la Charité avec l’ouverture de sa première maison le 25 avril 1908 ; le 5 mars 1926, son institut est approuvé par le cardinal-vicaire de Rome. Elle meurt le 24 septembre 1926 à Centocelle, un quartier de Rome,,,.
Le 16 juin 1983, le Saint-Siège autorise le procès de canonisation, elle est déclarée vénérable le 10 juillet 1990 par Jean-Paul II et reconnue bienheureuse par le même pape le 16 mai 1993,.